# مال بیجار
مال بیجار، روستایی از توابع بخش مرکزی شهرستان لاهیجان در استان گیلان ایران است.
این روستا از قدیمی ترین روستاهای بخش مرکزی لاهیجان است.این روستا از شرق و شمال همجوار با شهر لاهیجان و از جنوب و غرب همجوار با روستاهای ایشگاء و بازکیاگوراب و شکاکم و بوجایه می باشد.اهالی روستا برخی کشاورز و دامدار و عمده اهالی آن به حرفه و شغل های گوناگون اعم از کارمند،استادکارساختمانی،وصنعت کاری مشغول به امرار معاش می باشند.بنا به فاصله کوتاه این روستا با شهر لاهیجان و دسترسی آسان به مرکز شهر و وجود امکانات رفاعی اعم از شبکه گاز و آب و برق و تلفن و راه های آسفالته استقبال و همجوم غیر بومی ها به روستا زیاد بوده و پس از سر شماری سال ۹۵ این روستا رش جمعیت ۳ برابری را تجربه کرده است.دهیار کنونی این روستا از اسفند سال ۱۴۰۰ آقای اسماعیل میرزایی  دارای مدرک تحصیلی کارشناسی حقوق می باشد که ایشان از بومیان این روستا هستند.
در این روستا مراکز آموزشی همچون هنرستان شبانه روزی کشاورزی بعثت،مرکز آموزشی متوسطه تیزهوشان،مدرسه ابتدایی باغچبان و چندین مرکز آموزشی دیگر و نیز اولین مرکز نگهداری از معلولین و سالمندان شرق گیلان در حال بهره برداری است. 

## جمعیت
این روستا در دهستان بازکیاگوراب قرار دارد و براساس سرشماری مرکز آمار ایران در سال ۱۳۸۵، جمعیت آن ۱۵۸ نفر (۴۲خانوار) بوده‌است.
ودر سرشماری مرکز آمار ایران در سال ۱۳۹۵،جمعیت آن به ۵۰۲نفر افزایش یافت.
در حال حاضر با توجه به موقعیت روستا و همجواری با شهر و ساخت سازهای ۵سال گذشته روستا جمعیتی بالغ بر ۱۲۰۰نفر را تجربه می کند. 